# Nunzio Daniele Lombardi
Nunzio Daniele Lombardi (Latina, 2 november 1988) is een professioneel golfer uit Italië. Hij is lid van de Golf Club Eucalyptus.

## Amateur
Nunzio begon op 11-jarige leeftijd met golf en bereikte in 2009 handicap +3,7. Van 2004-2007 speelde hij in het nationale team. In 2007 won hij het nationale matchplay kampioenschap.

### Gewonnen
- 2007: Nationaal Matchplay Kampioenschap, Coppa D’oro di Roma

## Professional
Lombardi speelt nu op de Alps Tour. In zijn rookiejaar wint hij op Disneyland met 66-67-66-67 (-22). Door deze overwinning komt hij in de eerste categorie en tot 7 juni 2011 mag hij zoveel toernooien spelen als hij wil.

### Gewonnen

#### Alps Tour
- 2010: Open International Allianz Île de France op Disneyland[1]

Zie de Lijst van golfers uit Italië